# My Favorite Headache
My Favorite Headache è il primo album da solista di Geddy Lee, bassista e cantante del gruppo rock canadese Rush, pubblicato nel 2000. Al momento della sua pubblicazione gli acquirenti del CD potevano accedere a un filmato di circa un'ora tramite internet del making of del disco. Ciò era possibile inserendo il compact disc nel computer e visitando il sito internet dell'Atlantic Records.

## Tracce
Testi di Geddy Lee, musiche di Geddy Lee e Ben Mink.
1. My Favorite Headache – 4:44
2. The Present Tense – 3:25
3. Window to the World – 3:01
4. Working at Perfekt – 4:59
5. Runaway Train – 4:31
6. The Angels' Share – 4:34
7. Moving to Bohemia – 4:25
8. Home on the Strange – 3:47
9. Slipping – 5:05
10. Still – 4:29
11. Grace to Grace – 4:57

## Formazione
- Geddy Lee - voce, basso, pianoforte, chitarra elettrica, percussioni, programmazione
- Ben Mink - chitarra elettrica, chitarra acustica, violino, viola, programmazione
- Matt Cameron - batteria (eccetto in Home on the Strange)
- Jeremy Taggart - batteria in Home on the Strange
- John Friesen - violoncello in Working at Perfekt
- Chris Stringer - percussioni aggiuntive
- Waylon Wall - chitarra in Window to the World
- Pappy Rosen - cori in Slipping

## Classifiche
| Classifica (2000) | Posizione massima |
| ----------------- | ----------------- |
| Stati Uniti       | 52                |